# LADA (співачка)
LADA (укр. Лада, справжнє ім'я — Гаєва Влада Олександрівна; нар. 22 вересня 1995, Івано-Франківськ, Україна) — українська поп-співачка та авторка пісень. Ведуча музичної програми «Гучна прем'єра» на телеканалі Музвар.

## Музична діяльність
Влада з дитинства любила співати і брала участь у всіх шкільних конкурсах. У квітні 2022 року випустила першу пісню під назвою «Ой, у вишневому саду».
У 2023 році розпочала кар'єру ведучої — стала однією з ведучих програми «Гучна прем'єра» від телеканалу Музвар. 7 липня випустила пісню під назвою «Ой на Івана Купала», а 22 листопада — пісню-суперечку «Рута», а згодом вийшов кліп до неї.
22 березня 2024 року випустила пісню «Maybe» та кліп, у якому знімався український актор Тарас Цимбалюк. 22 квітня LADA презентувала пісню «Сумую».
2024 року брала участь у благодійних концертах, зокрема на фестивалі «Амбасадор дитинства», відвідала благодійний вечір «Insider.ua х Музвар». Виступала на премії «Обрані країною 2024». У жовтні випустила пісню та кліп у колаборації з ХАС «До останнього».
В лютому 2025 року LADA з ведучим Нового каналу Андрієм Черепущаком випустила пісню «Армагедець». У травні була ведучою на святкуванні 50-річчя Оболонського району Києва, а 28 травня випустила пісню «Закохана» і кліп.

## Дискографія

### Сингли

#### 2022
- «Ой у вишневому саду»

#### 2023
- «Ой на Івана Купала»
- «Рута»

#### 2024
- «Maybe»
- «Сумую»
- «До останнього»

#### 2025
- «Армагедець»
- «Закохана»
- «Tornado»

### Кліпи

#### 2023
- 22 листопада — офіційне відео до пісні «Рута»

#### 2024
- 24 лютого — ліричне відео до пісні «Пливе кача»
- 22 березня — офіційне відео до пісні «Maybe»
- 22 квітня — муд відео до пісні «Сумую»
- 22 жовтня — офіційне відео до пісні «До останнього»

#### 2025
- 28 травня — прем'єра пісні «Закохана»